# Savin' Me
Singles de Nickelback
Animals
(2005) Far Away
(2006)
Savin' Me est le seizième single du groupe Nickelback et le troisième de l'album All the Right Reasons sorti en 2005.

## Classements
| Classement (2006-2008)          | Meilleure position |
| ------------------------------- | ------------------ |
| Allemagne (Media Control AG)    | 72                 |
| Australie (ARIA)                | 18                 |
| Autriche (Ö3 Austria Top 40)    | 43                 |
| Nouvelle-Zélande (RMNZ)         | 9                  |
| Pays-Bas (Nederlandse Top 40)   | 25                 |
| Suisse (Schweizer Hitparade)    | 82                 |
| États-Unis (Hot 100)            | 19                 |
| États-Unis (Pop Airplay)        | 19                 |
| États-Unis (Adult Contemporary) | 29                 |
| États-Unis (Alternative Songs)  | 29                 |
| États-Unis (Mainstream Rock)    | 11                 |

## Liste des chansons
| 1.   | Savin' Me | 3:39 |
| 3:39 |           |      |